# ماري كوري
ماري سكوودوفسكا كوري (7 نوفمبر 1867 – 4 يوليو 1934) عالمة فيزياء وكيمياء بولندية المولد، اكتسبت الجنسية الفرنسية فيما بعد. عرفت بسبقها وأبحاثها في مجال اضمحلال النشاط الإشعاعي وهي أول امرأة تحصل على جائزة نوبل والوحيدة التي حصلت عليها مرتين وفي مجالين مختلفين  (مرة في الفيزياء وأخرى في الكيمياء)، وهي أول امرأة تتبوأ رتبة الأستاذية في جامعة باريس. اكتشفت مع زوجها بيار كوري عنصري البولونيوم والراديوم وليحصلا مشاركةً على جائزة نوبل في الفيزياء، كما حصلت على جائزة نوبل في الكيمياء عام 1911 بمفردها، وقد اقتسمت ابنتها إيرين جوليو-كوري وزوج ابنتها فردريك جوليو-كوري أيضًا جائزة نوبل لعام 1935.
ولدت ماري كوري باسم ماريا سكوودوفسكا في مدينة وارسو (التي كانت آنذاك تابعة لمنطقة فستولا، وهو الاسم الذي كان يطلق على بولندا تحت حكم الإمبراطورية الروسية) وعاشت فيها حتى بلغت الرابعة والعشرين. وفي سنة 1891، لحقت بأختها الكبرى برونسوافا (بالبولندية Bronisława) التي سافرت إلى باريس للدراسة.
من إنجازاتها وضع نظرية للنشاط الإشعاعي (وإليها ينسب مصطلح «نشاط إشعاعي»). كما ابتكرت تقنيات لفصل النظائر المشعة، واكتشفت عنصرين كيميائيين هما البولونيوم والراديوم، وتحت إشرافها أجريت أول دراسات لمعالجة الأورام باستخدام النظائر المشعة. كما أسست معهدي كوري في باريس وفي وراسو.
خلال الحرب العالمية الأولى، أسست أول مراكز إشعاعية عسكرية. ورغم حصولها على الجنسية الفرنسية، لم تفقد ماري سكوودوفسكا كوري إحساسها بهويتها البولندية، فقد علمت بناتها اللغة البولندية، واصطحبتهم في زيارات لبولندا. كما أطلقت على أول عنصر كيميائي اكتشفته اسم البولونيوم، الذي عزلته للمرة الأولى عام 1898، نسبة إلى بلدها الأصل. وخلال الحرب العالمية الأولى أصبحت عضوًا في منظمة بولندا الحرة. كما أسست معهدًا مخصصًا للعلاج بالراديوم في مدينة وارسو سنة 1932 (يسمى حاليًا معهد ماريا سكوودوفسكا كوري للأورام)، والذي ترأسته شقيقتها الطبيبة برونسوافا.
توفيت ماري كوري عام 1934، بمرض فقر الدم اللاتنسجي الذي أصيبت به نتيجة تعرضها للإشعاع لأعوام.

## المولد والنشأة

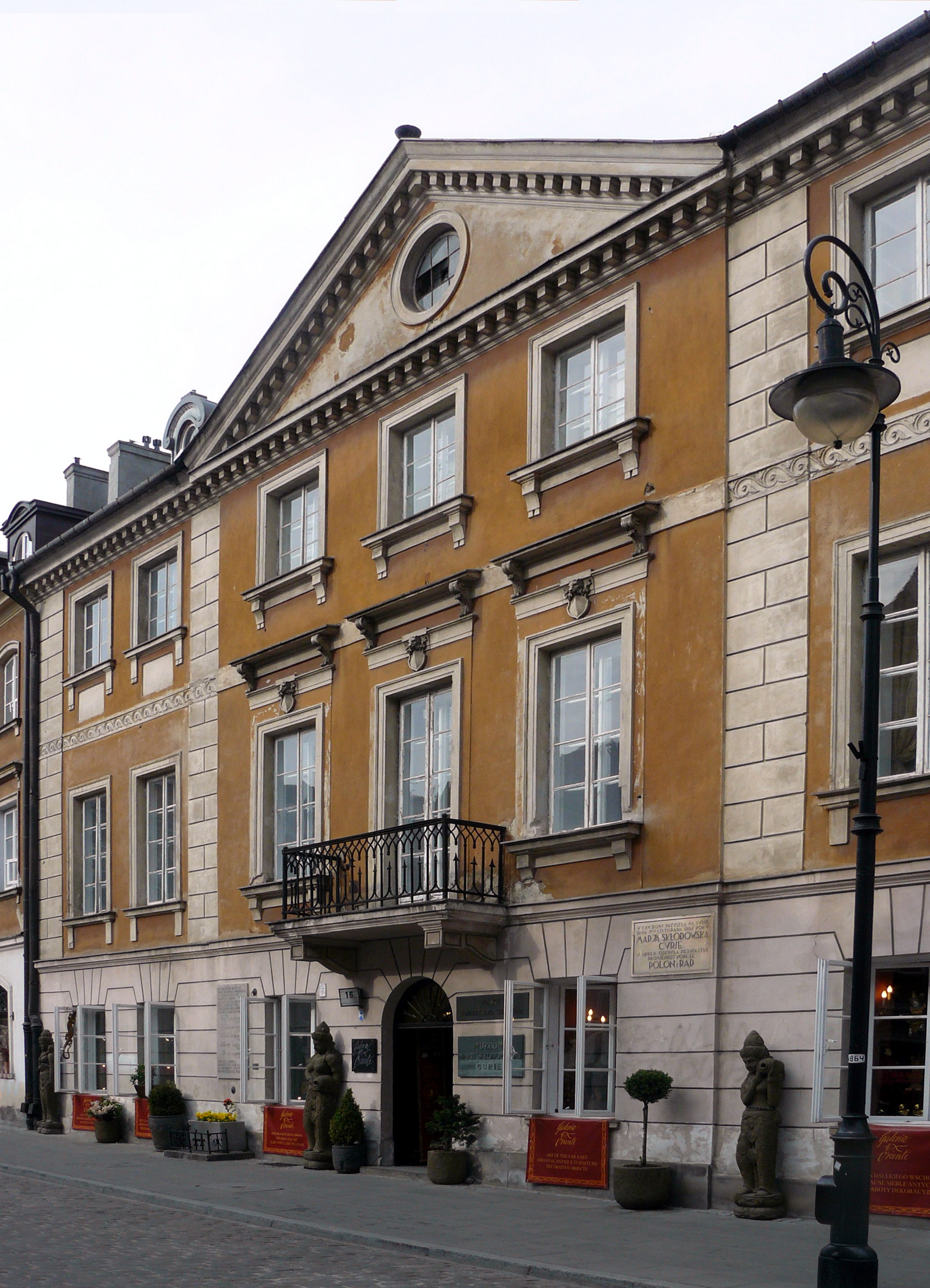
المنزل الذي ولدت فيه ماريا سكوودوفسكي كوري في أوليكا فريتا بمدينة وارسو، والذي أصبح «متحف ماري سكوودوفسكا كوري».

ولدت ماريا سكوودوفسكا في وارسو ببولندا في 7 نوفمبر 1867، وكانت ماريا الابنة الصغرى من بين خمسة أطفال لأبوين من المعلمين المعروفين برونيسلافا وفلاديسلاف سكوودوفسكي. كان جدها لأبيها جوزيف سكوودوفسكي معلمًا في لوبلين، وكان من تلامذته الأديب البولندي بوليسلاف بروس، والدها فلاديسلاف سكوودوفسكي كان معلمًا للرياضيات والفيزياء ومديرًا لصالتي ألعاب رياضية للفتيان في وارسو، أما والدتها برونيسلافا سكوودوفسكي فكانت تدير مدرسة داخلية للفتيات في وارسو وكانت تعاني من الدرن، الذي أودى بحياتها عندما كانت ماريا في الثانية عشرة من عمرها. كان والدها لا دينيًا، بينما كانت والدتها ـ على النقيض ـ كاثوليكية متدينة. وبعد عامين من وفاة والدتها، لحقت شقيقتها الكبرى تسوفيا بوالدتها متأثرة بمرض التيفوس. ووفقًا لروبرت وليم ريد، فقد نبذت ماريا الكاثوليكية تحت صدمة وفاة والدتها وأختها، وتحولت إلى اللاأدرية.

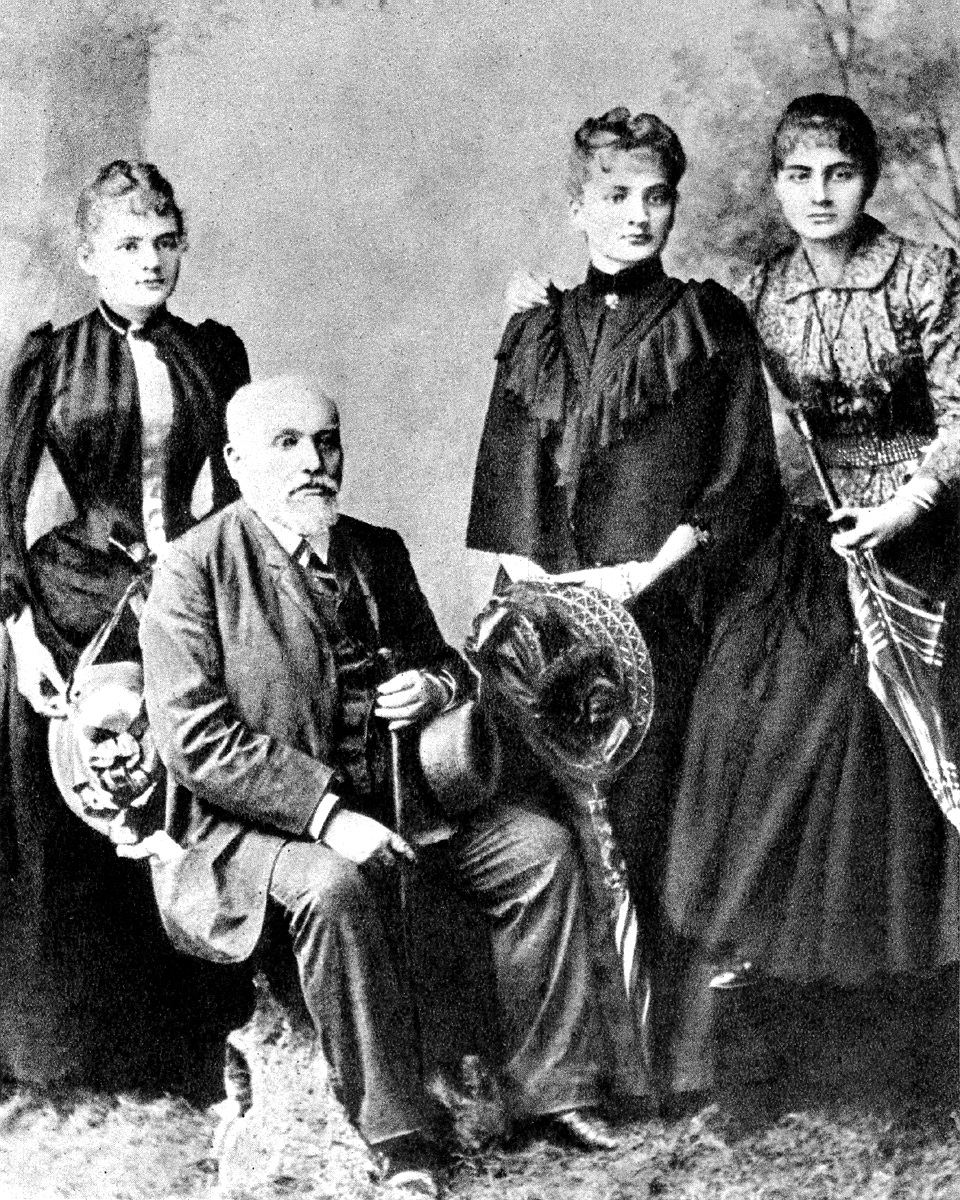
صورة تجمع الأب فلاديسلاف سكوودوفسكي وبناته ماريا وبرونسلافا وهيلينا (من اليسار إلى اليمين) سنة 1890

التحقت ماريا وهي في العاشرة من عمرها بالمدرسة الداخلية التي كانت تديرها والدتها، ثم التحقت بمدرسة أخرى للبنات تخرجت فيها في 12 يونيو 1883، ثم قضت عامًا في الريف مع أقارب والدها، وبعدها انتقلت إلى وارسو لتعمل بالتدريس الخاص. كانت عائلتا والدها ووالدتها قد فقدتا ممتلكاتهما وثرواتهما نتيجة انخراطهما في العمل الوطني، مما جعل ماريا وإخوتها يعانون ماديًا لمواصلة طريقهم في الحياة.
أبرمت ماريا مع شقيقتها برونيسلافا اتفاقًا بمقتضاه تسافر برونيسلافا لدراسة الطب في باريس على أن تنفق عليها ماريا، ثم تتبادل الأختان المواقع بعد عامين. فعملت ماريا مربية لدى أسرة أحد المحامين في كراكوفيا، ثم لدى أسرة تسورافسكي (وهي عائلة ميسورة تمت بصلة قرابة إلى أبيها) في مدينة تشيخانوف، وهناك وقعت في حب أحد شباب تلك الأسرة وهو كازيمير تسورافسكي (الذي صار فيما بعد من كبار علماء الرياضيات)، غير أن أسرته رفضت زواجه من تلك الفتاة المعدمة. ولم يكن للفتى كازيمير القدرة على الاعتراض، ونتيجة لذلك استغنت الأسرة عن خدمات ماريا، فاتجهت للعمل لدى أسرة فوكس في مدينة سوبوت الواقعة على بحر البلطيق في شمال بولندا، حيث قضت عامًا ولم تتخل طوال تلك الفترة عن إعانة شقيقتها ماديًا.

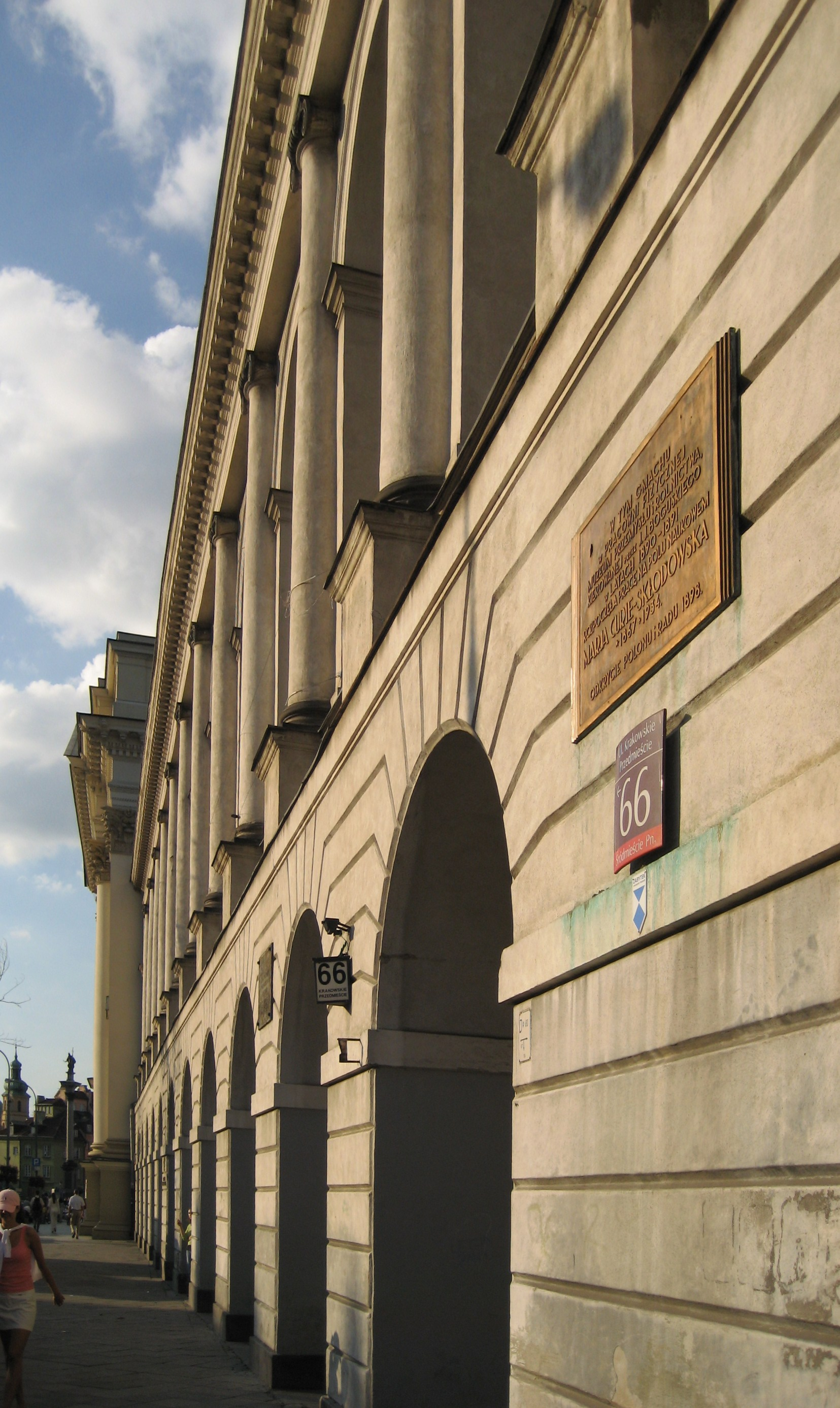
المعمل الذي قامت فيه سكوودوفسكي بأولى تجاربها العلمية 1890–1891.

وفي مطلع عام 1890، وبعد شهور قليلة من زواج برونيسلافا من الفيزيائي والناشط السياسي كازيمير ديوسكي، وجهت برونيسلافا الدعوة لأختها ماريا للحاق بهما في باريس، غير أن ماريا أحجمت عن ذلك لعدم قدرتها على توفير نفقات الدراسة بالجامعة، ولرغبتها في الزواج من كازيمير تسورافسكي. فعادت إلى والدها في وارسو، حيث ظلت معه حتى خريف 1891، وبدأت في التدريس الخصوصي والتحقت بالدراسة في جامعة سرية كانت تسمى آنذاك بالجامعة العائمة، وبدأت في التدرب في مختبر متحف الصناعة والزراعة قرب مدينة وارسو القديمة، وهو المعمل الذي كان يديره قريبها جوزيف بوغوسكي، الذي سبق له العمل مساعدًا للكيميائي الروسي ديميتري مندلييف في سانت بطرسبرغ.
وفي أكتوبر 1891، رضخت ماريا لإصرار أختها وقررت السفر إلى فرنسا، وخاصة بعد أن وصلها خطاب من تسورافسكي أنهى كل آمالها في الارتباط به. وفي باريس، أقامت ماريا لفترة قصيرة مع أختها وزوج أختها قبل أن تقوم باستئجار حجرة بسيطة على سطح أحد المنازل، وانهمكت ماريا في دراستها للفيزياء والكيمياء والرياضيات بجامعة السوربون في باريس التي التحقت بها في نهاية عام 1891.

## في جامعة السوربون

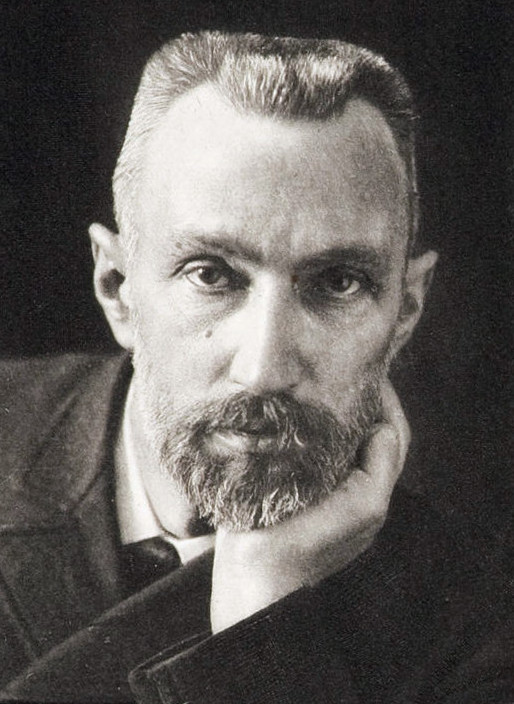
بيير كوري سنة 1906

كانت ماريا تواصل دراستها نهارًا وتقوم بإعطاء الدروس لتغطية نفقاتها ـ التي كانت تكفي احتياجاتها بصعوبة ـ مساءً. وفي سنة 1893، حصلت على درجة علمية في الفيزياء، والتحقت بالعمل بأحد المختبرات الصناعية، وواصلت دراستها في السوربون في نفس الوقت حتى حصلت على درجة علمية في الرياضيات سنة 1894، وهو نفس العام الذي دخل فيه بيير كوري حياتها، إذ كان يعمل بالتدريس في مدرسة الفيزياء والكيمياء الصناعية في مدينة باريس (بالفرنسية: École Supérieure de Physique et de Chimie Industrielles de la Ville de Paris - ESPCI)‏، وكانت ماريا قد بدأت عملها العلمي في باريس بأبحاث حول الخواص المغناطيسية لأنواع الفولاذ المختلفة، وكان الاهتمام المشترك لماريا وبيير بالمغناطيسية هو ما جمعهما سويًا.
زاد سفر ماريا لقضاء الصيف في وارسو من العواطف المتبادلة بينهما. وكانت ماريا تعمل تحت دافع رغبتها في العودة إلى بولندا لتمارس فيها أبحاثها في مجالها العلمي، غير أن جامعة كراكوفيا رفضت إلحاقها بالعمل لديها لمجرد كونها امرأة، بعد أن أقنعتها رسالة من بيير لها بالعودة إلى باريس لمتابعة شهادة الدكتوراه، وبإصرار من ماري، كتب بيير أبحاثه عن المغناطيسية، وحصل على الدكتوراه الخاصة به في مارس 1895؛ وتمت ترقيته أيضًا لدرجة أستاذ في المدرسة. وفي 26 يوليو من ذلك العام، تزوجت هي وبيير زواجًا مدنيًا، مما جعلهما مرتبطين ارتباطًا دائمًا بالعمل في نفس المختبر، وقد تشاركا هوايتي ركوب الدراجات لمسافات طويلة والسفر إلى الخارج، وهو ما زاد من تقاربهما.

## اكتشاف عناصر جديدة

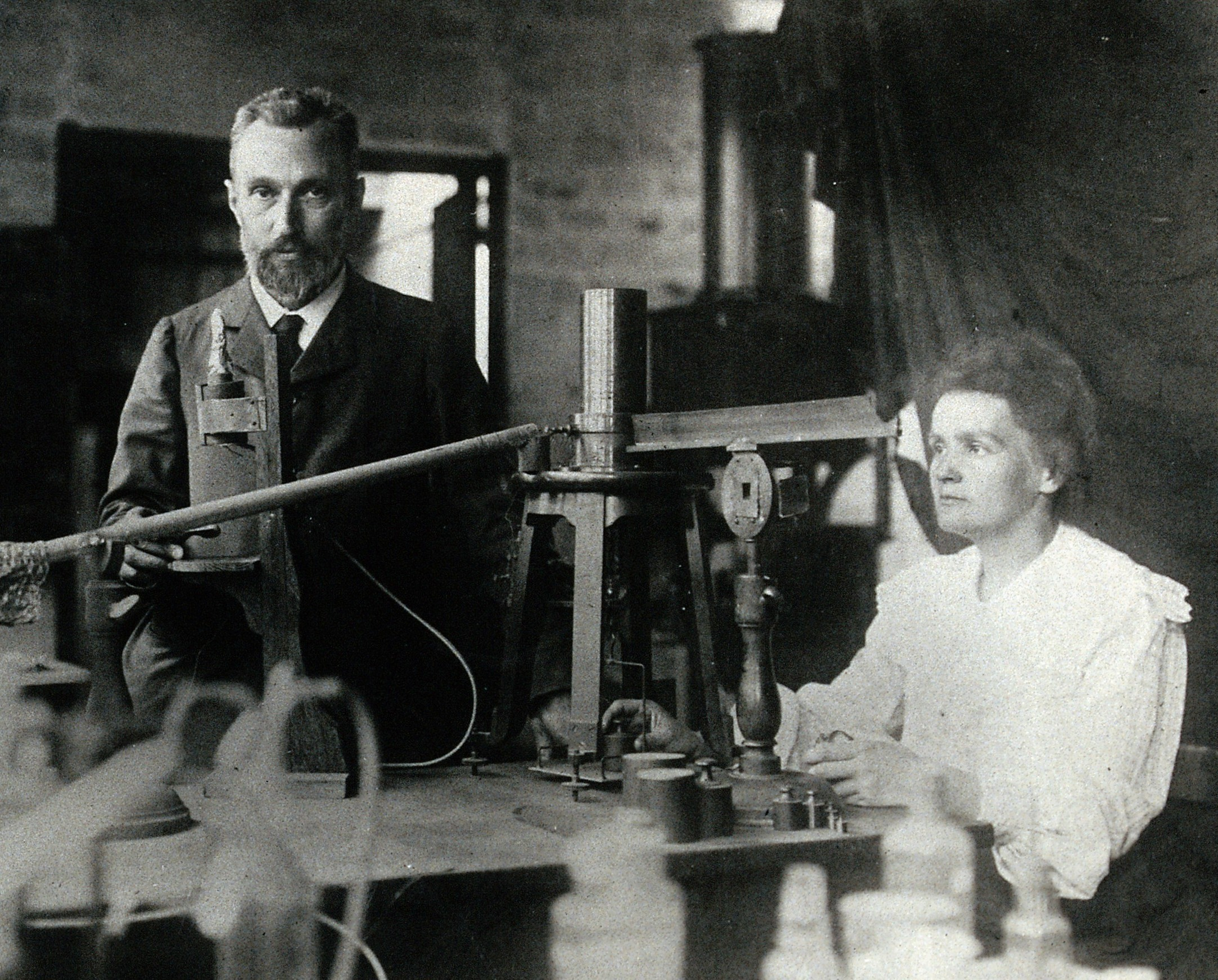
بيير وماري كوري في معملهما

اكتشف فيلهلم كونراد رونتغن في عام 1895 وجود الأشعة السينية، إلا أنه لم يتوصل إلى التقنية التي يمكن بها إنتاج تلك الأشعة. وفي سنة 1896، اكتشف هنري بيكريل أن أملاح اليورانيوم تنبعث منها إشعاعات تشبه الأشعة السينية في قدرتها على اختراق الأجسام، واكتشف أن هذا الإشعاع يختلف عن الإشعاع الفسفوري في أنه ينتج تلقائيًا من اليورانيوم ذاته ولا يستمد طاقته من أي مصدر خارجي.
قررت ماري كوري أن تتخذ من إشعاعات اليورانيوم موضوعًا لرسالتها البحثية، فقامت باستخدام جهاز يسمى الإلكترومتر - كان زوجها وأخوه قد ابتكراه قبل 15 سنة لقياس الشحنة الكهربية - واكتشفت أن إشعاعات اليورانيوم تجعل الهواء المحيط بالعينة قابلاً لتوصيل الكهرباء، وعن طريق هذا الجهاز استنبطت أول نتائج بحثها، وهي أن نشاط مركبات اليورانيوم يعتمد فقط على كمية اليورانيوم الموجودة بها، وقد أثبتت الفرضية القائلة بأن الإشعاع لا ينتج عن تفاعل ما يحدث بين الجزيئات، بل يأتي من الذرة نفسها. كانت تلك الفرضية خطوة هامة في دحض الافتراض القديم بأن الذرات غير قابلة للانقسام.
أنجبت ماري ابنتها إيرين في عام 1897. ولتساعد في نفقات الأسرة، بدأت ماري في التدريس في مدرسة الأساتذة العليا. لم يكن للزوجين كوري مختبر متخصص، وقد قاما بمعظم أبحاثهما في غرفة مسقوفة بجوار مدرسة الفيزياء والكيمياء. كانت تلك الغرفة غرفة تشريح سابقة ملحقة بمدرسة الطب، وكانت سيئة التهوية وتنفذ إليها مياه الأمطار. لم تقدم مدرسة الأساتذة العليا أي تمويل لأبحاثهما، لكنهما حصلا على بعض الدعم من شركات الصناعات المعدنية والتعدينية، وبعض المنظمات والحكومات.
تركزت أبحاث مدام كوري على اثنين من خامات اليورانيوم هما البتشبلند والتوربرنايت، واكتشفت باستخدام جهاز الإلكتروميتر أن خام البتشبلند أكثر نشاطاً من اليورانيوم ذاته بأربعة أضعاف، كذلك التوربرنايت أنشط بضعفين، وتوصلت من ذلك إلى استنتاج مبني على ملاحظتها السابقة حول اعتماد نشاط مركبات اليورانيوم على كمية اليورانيوم الموجودة بها، أن هذه الخامات قد تكون محتوية على كميات قليلة من مواد مشعة أخرى تفوق اليورانيوم في النشاط الإشعاعي وفي عام 1898، أثناء دراستها لمركبات مشعة أخرى بخلاف أملاح اليورانيوم، اكتشفت كوري أن عنصر الثوريوم أيضاً هو عنصر مشع.
مع مرور الوقت، ازداد إعجاب بيير بعمل زوجته، حتى أنه في منتصف عام 1898، ترك أبحاثه حول البلورات وانضم للعمل معها في أبحاثها. كانت ماري كوري تدرك أهمية المسارعة بنشر اكتشافاتها لتسجيل سبقها العلمي، فلو لم يكن بيكريل قد سارع بتقديم اكتشافه للنشاط الإشعاعي إلى الأكاديمية الفرنسية للعلوم بمجرد توصله إليه، لربما كان فضل السبق في اكتشاف نشاط النشاط الإشعاعي سيذهب إلى الفيزيائي الإنجليزي سيلفانوس طومسون بدلاً منه. ولذلك اقتدت كوري ببكريل وسجلت اكتشافها ـ في صورة ورقة علمية مختصرة قدمها إلى الأكاديمية بالنيابة عنها أستاذها السابق غبريال ليبمان في 12 أبريل 1898. وكما سبق بيكريل طومسون بإعلانه اكتشاف النشاط الإشعاعي، سبق جيرهارد شميدت ماري كوري بإعلانه في فبراير 1898 في برلين عن اكتشافه للخواص الاشعاعية لعنصر الثوريوم.
في يوليو 1898، نشر الزوجان بيير وماري كوري ورقة بحثية مشتركة، أعلنا فيها عن وجود عنصر أطلقا عليه اسم «البولونيوم»، تكريمًا لبلدها الأصلي بولندا، التي ظلت لعشرين عامًا أخرى مقسمة بين الامبراطوريات الثلاث التي تقاسمتها قبل قرن. وفي 26 ديسمبر 1898، أعلن الزوجان كوري عن وجود عنصر ثانٍ، اسموه «الراديوم» ذو النشاط الإشعاعي الكبير، والاسم كان من صياغتهما.
لإثبات اكتشافاتهم دون أدنى شك، كان على الزوجين فصل البولونيوم والراديوم إلى صورتهما العنصرية النقية. نظرًا لكون البتشبلند خامة معقدة، فقد كان فصل مكوناته الكيميائية مهمة شاقة. كان اكتشاف البولونيوم سهلاً نسبيًا؛ فهو كيميائيًا يشبه عنصر البزموت، كما كان البولونيوم فقط المادة الوحيدة الشبيهة بالبزموت في الخامة. إلا أن الراديوم، كان عنصرًا أكثر مراوغة، فهو يرتبط ارتباطًا كيميائيًا وثيقًا بعنصر الباريوم، وخامة البتشبلند تحتوي على العنصرين. في عام 1898، كان حصول الزوجين كوري على كميات ملموسة من الراديوم غير مختلطة مع الباريوم، أمرًا لا يزال بعيد المنال. أجرى الزوجان كوري المهمة الشاقة المتمثلة في فصل ملح الراديوم من خلال عمليات بلورة متعددة. ومن طن من البتشبلند، فصلا جزء من عشرة أجزاء من الجرام من كلوريد الراديوم عام 1902. في عام 1910، فصلت ماري عنصر الراديوم النقي. إلا أنها لم تنجح أبدًا في فصل عنصر البولونيوم، الذي تبلغ فترة عمر نصفه 138 يوم فقط.
في عام 1900، أصبحت ماري أول امرأة عضوة في مدرسة الأساتذة العليا، وانضم بيير لكلية في جامعة السوربون. وفي عام 1902، زارت ماري بولندا، لوفاة والدها. وفي يونيو 1903، وتحت إشراف هنري بيكريل، تم منح ماري درجة الدكتوراه من جامعة باريس. وفي نفس الشهر، دعيت هي وبيير إلى المعهد الملكي في لندن لإلقاء كلمة عن النشاط الإشعاعي؛ منعت ماري من التحدث في المنتدى، لكونها أنثى، وسمح لبيير وحده بالحديث. في غضون ذلك، بدأت صناعة جديدة في الظهور استنادًا على اكتشاف الزوجين كوري للراديوم. ونظرًا لكون الزوجان كوري لم يسجلا براءة اختراع باكتشافهما، لذا لم يحققا سوى استفادة مادية قليلة من هذا المشروع.

## الحصول على جائزتي نوبل

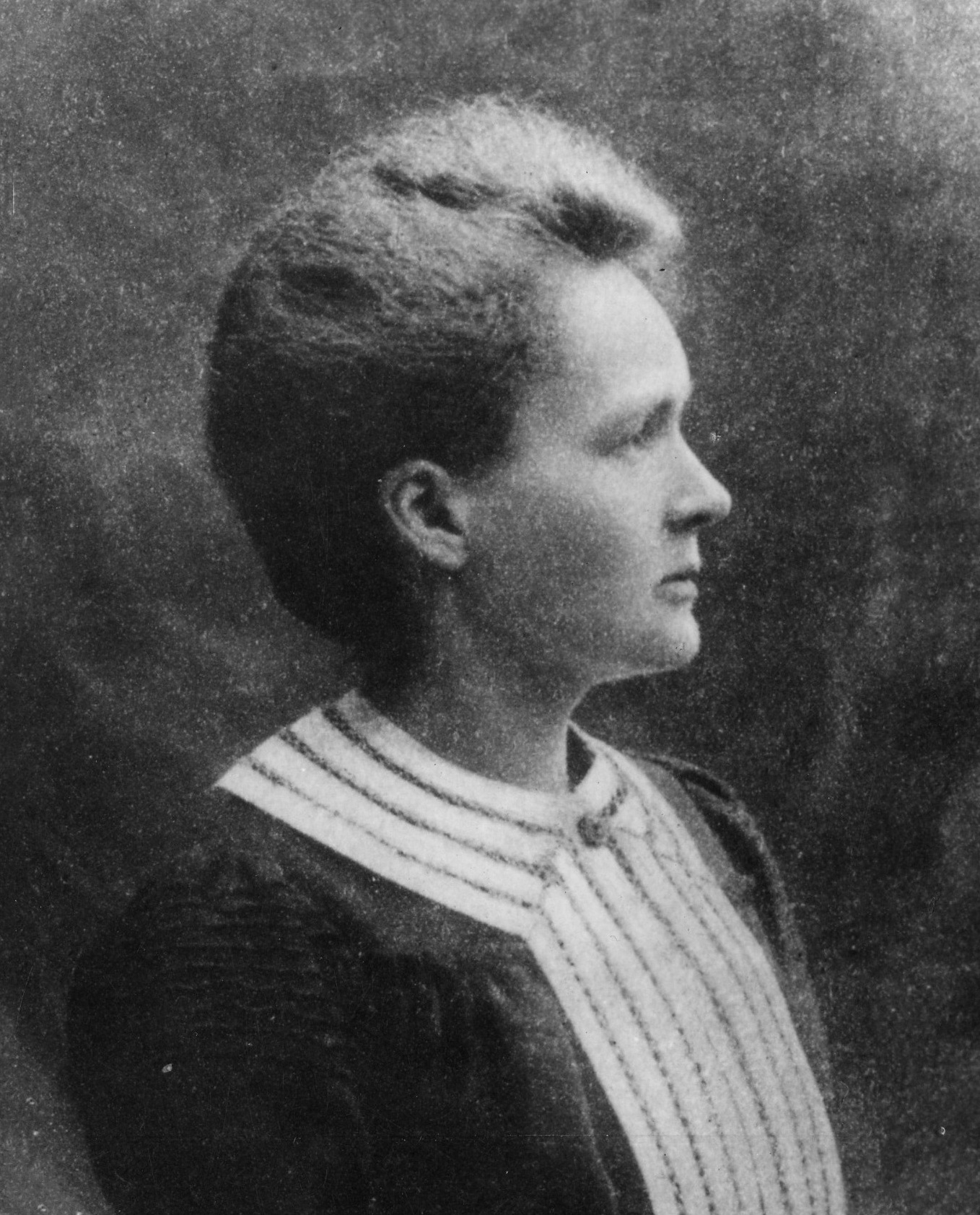
ماري كوري عام 1903

في ديسمبر 1903، منحت الأكاديمية الملكية السويدية للعلوم كلاً من بيير وماري كوري وهنري بيكريل جائزة نوبل في الفيزياء «اعترافًا بالفضل الكبير لأبحاثهم المشتركة في دراسة ظاهرة الإشعاع المؤين التي اكتشفها البروفيسور بيكريل». في البداية، كان هناك نية لتكريم بيير وهنري فقط، إلا أن أحد أعضاء اللجنة المدافع عن العلماء من النساء، وهو عالم الرياضيات السويدي ماجنوس جوستا ميتاج-ليفلر نبّه بيير للموقف، وبعد تظلم بيير، أضيف اسم ماري للجائزة، لتصبح ماري أول امرأة تفوز بجائزة نوبل.
ولم تتمكن ماري كوري وزوجها من السفر إلى ستوكهولم لتسلم الجائزة بشكل شخصي لانشغالهما بأعمالهما، ولإحساس بيير الذي لم يكن يحب الاحتفالات العامة بالمرض. لكنهما اقتسما ريعها مع من يعرفون من المحتاجين، ومنهم بعض طلبتهم. كما جرت العادة مع الحائزين على جائزة نوبل، قام الزوجان أخيرًا برحلة إلى السويد عام 1905، لإلقاء محاضرة عن الموضوع.
مكنت أموال الجائزة الزوجين كوري من توظيف أول مساعد لهما في معملهما، ومع ارتفاع شهرتهما في الأوساط العلمية بعد الفوز بالجائزة، قدمت جامعة جنيف عرضًا لبيير للعمل بها، كما منحته جامعة السوربون درجة الأستاذية وشغل كرسي الفيزياء بالجامعة. ونظرًا لعدم وجود معمل خاص بالزوجين حتى تلك اللحظة، تقدم بيير بشكوى للجامعة، التي صرحت له بتأسيس معمل خاص به في الجامعة، لكنه لم يصبح جاهزًا إلا مع حلول عام 1906.
وفي ديسمبر 1904، وضعت ماري مولودتها الثانية إيف. ثم استأجرت مربية بولندية بعد ذلك لتعليم بناتها لغتها الأم، كما كانت ترسلهم أو تصطحبهم في زيارات لبولندا.
في 19 أبريل 1906، قُتل بيير في حادث سير، وهو يعبر شارع دوفين وسط أمطار غزيرة، حيث ضربته عربة تجرها الخيول وسقط تحت عجلاتها، فتكسرت جمجمته. انهارت ماري بسبب وفاة زوجها. في 13 مايو 1906، قرر قسم الفيزياء في جامعة السوربون الإبقاء على الكرسي الذي جعل لبيير وعرضه على ماري. قبلت ماري ذلك، على أمل إنشاء مختبر عالمي كتحية لبيير، فأصبحت أول امرأة تحصل على الأستاذية في جامعة السوربون.

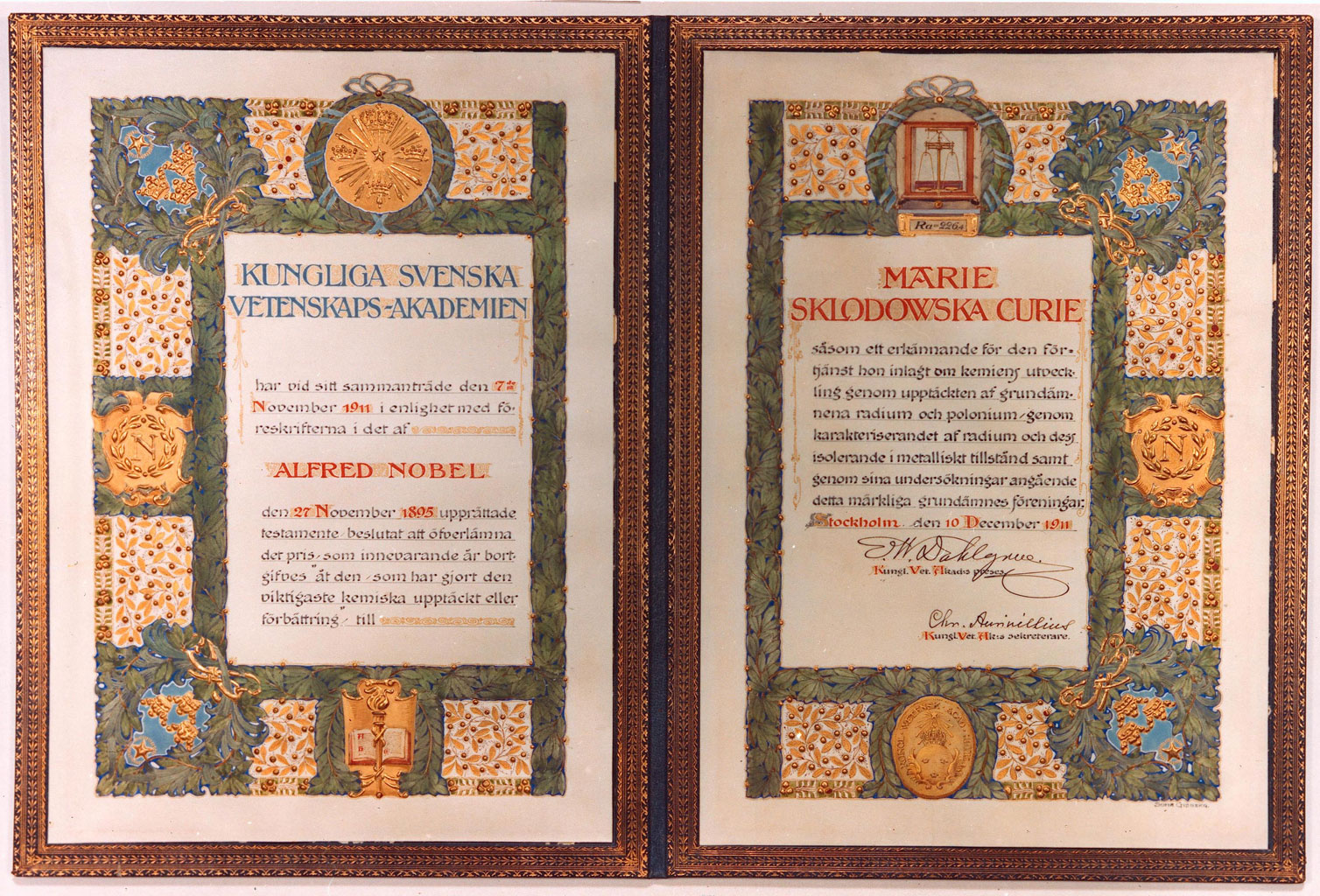
شهادة جائزة نوبل التي منحت لماري كوري

لم تقبل السوربون طلب ماري بإنشاء معمل جديد. وفي أعوامها الأخيرة، ترأست ماري معهد الراديوم الذي يعرف الآن بمعهد كوري وهو المعمل الإشعاعي الذي أسسه معهد باستير وجامعة باريس من أجلها. جاءت تلك المبادرة في عام 1909 من بيير بول إميل رو مدير معهد باستير، الذي شعر بخيبة أمل لعدم تقديم السوربون المختبر المناسب لماري، واقترح أن تنتقل إلى المعهد. عندئذ، بتهديد من ماري بالاستقالة، رضخت جامعة السوربون، وفي النهاية أصبح معهد كوري مبادرة مشتركة بين جامعة السوربون ومعهد باستير.
وفي عام 1910، نجحت ماري في فصل عنصر الراديوم؛ كما وضعت تعريفًا لمعيار دولي لقياس الانبعاثات الإشعاعية، والذي سميّ باسم الزوجين وحدة الكوري. ومع ذلك، في عام 1911 لم تحصل ماري سوى على صوت واحد أو صوتين في انتخابات الأكاديمية الفرنسية للعلوم، وانتخب بدلاً منها إدوارد برانلي، المخترع الذي ساعد غولييلمو ماركوني في تطوير التلغراف اللاسلكي، وهي العضوية التي لم تحصل عليها أية امرأة حتى عام 1962، عندما انضمت مارغريت بيري للأكاديمية وهي التي كانت طالبة دكتوراه تحت إشراف ماري كوري نفسها، لتصبح أول امرأة تنتخب عضوًا في الأكاديمية. على الرغم من شهرة كوري كعالمة تعمل لفرنسا، إلا أن موقف الجمهور كان يميل تجاه كراهية الأجانب - كان الأمر ثائرًا بسبب قضية دريفوس. خلال انتخابات الأكاديمية الفرنسية للعلوم، انتقدتها الصحافة اليمينية، لكونها أجنبية وملحدة. وقد علقت ابنتها فيما بعد على النفاق العام قائلةً: «الصحافة الفرنسية التي عادةً ما كانت تصور ماري على أنها أجنبية عندما يتم ترشيحها لتكريم فرنسي، هي نفسها التي صورتها كبطلة فرنسية عندما فازت بجائزة أجنبية، كجوائز نوبل.»

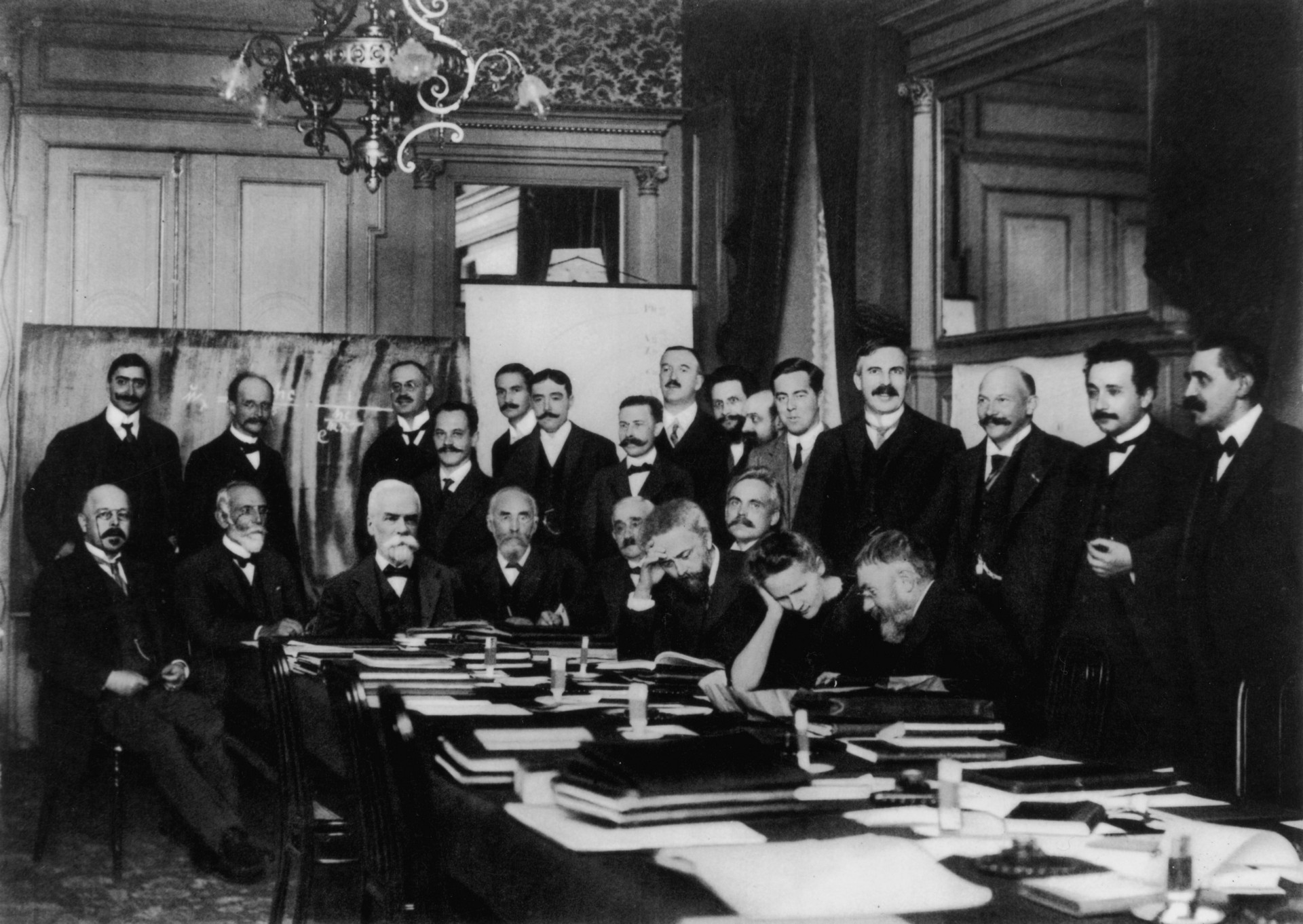
في أول مؤتمرات سولفاي عام 1911، كوري (جالسة، الثانية من اليمين) مع هنري بوانكاريه (واقفًا، الرابع من اليمين) وإرنست رذرفورد (الثاني من اليمين) وألبرت أينشتاين وبول لانجفان (في أقصى اليمين).

في عام 1911، أشيع أن خلال العام الماضي، كانت ماري على علاقة بالفيزيائي بول لانجفان، التلميذ السابق لزوجها. كان لانجفان متزوجًا ونافرًا من زوجته، مما تسبب في فضيحة صحفية استخدمت ضدها أثناء الترشيحات للأكاديمية. كانت ماري أكبر من لانجفان بخمسة أعوام، وصورتها الصحف في صورة اليهودية الأجنبية هدّامة الزيجات. كانت ماري في بلجيكا لحضور مؤتمر عندما أثيرت تلك الفضيحة، وبعد عودتها، وجدت تجمهرًا غاضبًا أمام منزلها، فلجأت بابنتيها إلى منزل صديق. ومن الطريف أن حفيدة كوري هيلين لانجفان-جوليو تزوجت من حفيد لانجفان ميشيل لانجفان.
ورغم ذلك، تواصل التقدير الدولي لأعمالها عندما منحتها الأكاديمية الملكية السويدية للعلوم عام 1911، جائزة نوبل أخرى، هذه المرة في الكيمياء. كانت الجائزة «اعترافًا بفضلها في تقدم الكيمياء باكتشافها عنصري الراديوم البولونيوم، وفصلها لمعدن الراديوم، ودراستها لطبيعة ومركبات هذا العنصر الهام.» كانت ماري أول من يفوز أو يتشارك في جائزتي نوبل، كما أنها أحد شخصين فقط فازا بالجائزة في مجالين، والشخص الآخر كان لينوس باولنغ (واحدة في الكيمياء والأخرى في السلام). وقد شجعها وفد من رجال العلم البولنديين برئاسة الروائي هنريك سينكيفيتش، على العودة إلى بولندا ومواصلة أبحاثها في بلدها الأصلي. كما مكنت جائزة نوبل الثانية ماري من الحديث مع الحكومة الفرنسية حول دعم معهد الراديوم، الذي بني عام 1914 للأبحاث في مجالات الكيمياء والفيزياء والطب. وبعد شهر من نيلها لجازة نوبل الثانية أدخلت كوري إلى المستشفى مصابة باكتئاب ومرض كلوي. في معظم عام 1912، تجنبت ماري الحياة العامة، وقضت بعض الوقت في إنجلترا مع صديقتها الفيزيائية هرثا أيرتون. ولم تعد إلى مختبرها إلا في ديسمبر بعد توقف دام نحو 14 شهرًا.
في عام 1912، عرضت جمعية وارسو العلمية عليها إدارة مختبر جديد في وارسو، لكنها رفضت للتركيز على استكمال معهد الراديوم، الذي اكتمل في أغسطس 1914، وأطلق على شارع جديد اسم «شارع بيير كوري». زارت ماري بولندا عام 1913، وسط ترحيب شعبي في وارسو، وتجاهل من قبل السلطات الروسية. أوقفت الحرب العالمية الأولى الأنشطة في المعهد، حيث التحق معظم الباحثين بالجيش الفرنسي، ثم عاد ليستئنف كامل أنشطته في عام 1919.

## الحرب العالمية الأولى

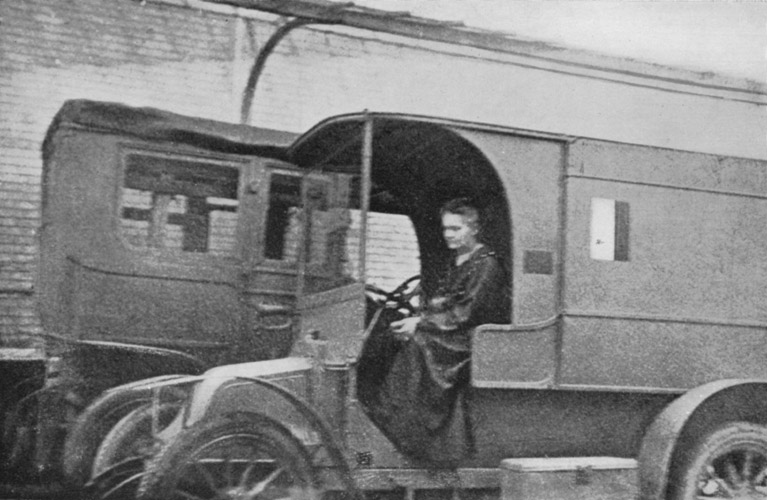
ماري كوري في عربة أشعة سينية متنقلة.

خلال الحرب العالمية الأولى، رأت ماري أنه هناك حاجة لمراكز إشعاعية ميدانية قرب خطوط المواجهة للمساعدة في الجراحات الميدانية. وبعد دراسة سريعة لعلوم الإشعاع والتشريح وميكانيكا المركبات، اشترت ماري معدات الأشعة السينية ومركبات ومولدات مساعدة وطوّرت وحدات تصوير شعاعي متنقلة، التي عرفت شعبيًا باسم كوري الصغيرة (بالفرنسية: petites Curies)‏‏. كما ترأست الخدمات الإشعاعية التابعة للصليب الأحمر وأسست أول مركز أشعة عسكري فرنسي، في نهاية عام 1914. وبمساعدة من طبيب عسكري وابنتها إيرين ذات السبعة عشر عامًا، أدارت تجهيز 20 عربة أشعة و200 وحدة أشعة للمستشفيات الميدانية في أول أعوام الحرب. وبعد ذلك، دربت نساء أخريات للمساعدة.
وفي عام 1915، أنتجت ماري إبر جوفاء تحتوي على «فيض الراديوم»، وهو غاز مشع عديم اللون ينبعث من الراديوم، عرف لاحقًا باسم الرادون ليتم استخدامها لتعقيم الأنسجة المصابة. قدمت ماري جرامًا من الراديوم الخاص بها. وتشير التقديرات إلى أنه تم علاج أكثر من مليون جندي جريح بوحداتها ذات الأشعة السينية. ولانشغالها بهذا العمل، لم تقدم ماري أي أبحاث علمية خلال تلك الفترة. ورغم كل جهودها، لم تتلق كوري أي اعتراف رسمي من الحكومة الفرنسية بمساهمتها أثناء الحرب.
أيضًا، فور بدء الحرب، حاولت ماري التبرع بميداليات جائزة نوبل الذهبية الخاصة بها للمجهود الحربي، ولكن لم يقبلها البنك الوطني الفرنسي، فاشترت سندات الحرب بأموال جائزة نوبل. كما كانت أيضًا عضوًا نشطًا في لجان البولنديين في فرنسا المكرسة للقضية البولندية. بعد الحرب، لخصت تجربتها في الحرب في كتاب الطب الإشعاعي في الحرب عام 1919.

## سنوات ما بعد الحرب

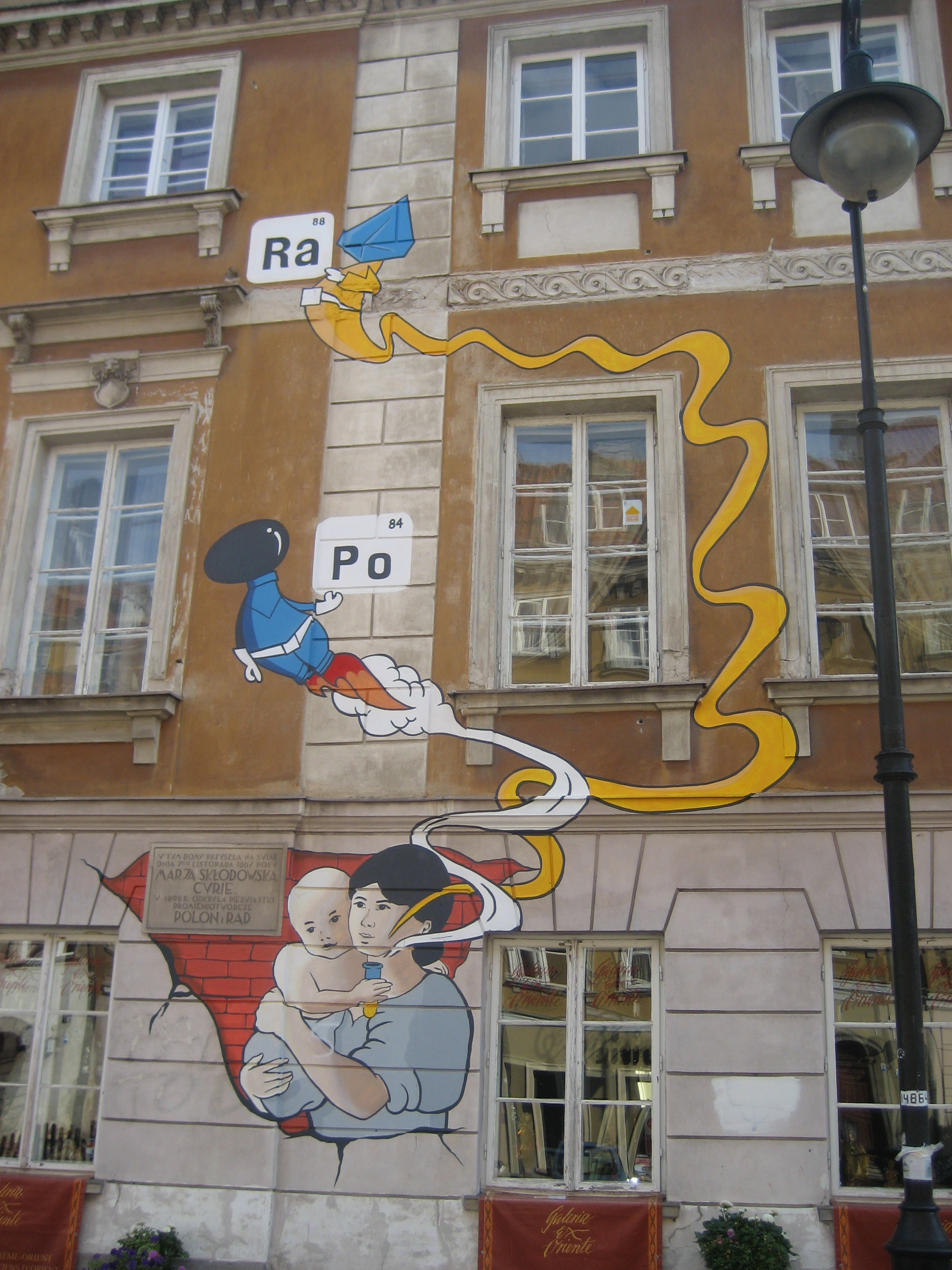
جدارية رسمت على واجهة المبنى الذي ولدت به ماري كوري في وارسو بمناسبة مئوية جائزة نوبل الثانية لها.

في عام 1920، في الاحتفال بمرور 25 عامًا على اكتشاف الراديوم، خصصت الحكومة الفرنسية راتبًا لها؛ وكان آخر من سبقها إلى ذلك لوي باستير. في عام 1921، تلقت ماري استقبالاً حافلاً، عندما قامت بجولة في الولايات المتحدة لجمع الأموال لأبحاث الراديوم. وبعد مقابلة مع السيدة ويليام براون ميلوني، تأسس صندوق ماري كوري للراديوم الذي يهدف لجمع الأموال لشراء الراديوم. وفي عام 1921، استقبلها رئيس الولايات المتحدة وارن هاردن في البيت الأبيض ليقدم لها جرامًا جمع في الولايات المتحدة. وقبل الاجتماع، اعترافًا بشهرتها المتزايدة في الخارج، وتحت الشعور بالحرج من حقيقة كونها لم تكرم بتكريم فرنسي رسمي ترتديه في المناسبات العامة، عرضت الحكومة الفرنسية عليها جائزة وسام جوقة الشرف الجائزة، ولكنها رفضت. في عام 1922، أصبحت زميلة للأكاديمية الفرنسية الطب. سافرت أيضًا إلى بلدان أخرى لإلقاء محاضرات في بلجيكا والبرازيل وإسبانيا وتشيكوسلوفاكيا.
تحت قيادة ماري، تخرج من معهد كوري أربعة فائزين بجائزة نوبل منهم ابنتها إيرين جوليو-كوري وزوج ابنتها فردريك جوليو-كوري. في نهاية المطاف، أصبح المعهد أحد أربعة مختبرات الأبحاث الرئيسية في النشاط الإشعاعي، الآخرون هم مختبر كافنديش ومعهد أبحاث الراديوم في فيينا ومعهد ماكس بلانك للكيمياء.
في أغسطس 1922، أصبحت ماري كوري عضوة في اللجنة الدولية للتعاون الفكري التابعة لعصبة الأمم. في عام 1923، كتبت سيرة ذاتية عن بيير، بعنوان بيير كوري. وفي عام 1925، زارت بولندا للمشاركة في وضعت حجر الأساس لمعهد الراديوم في وارسو. وفي جولتها الأميركية الثانية عام 1929، نجحت إمداد في معهد الراديوم في وارسو بالراديوم؛ وافتتح في عام 1932 وأصبحت شقيقتها برونيسلافا مديرة له.

## وفاتها

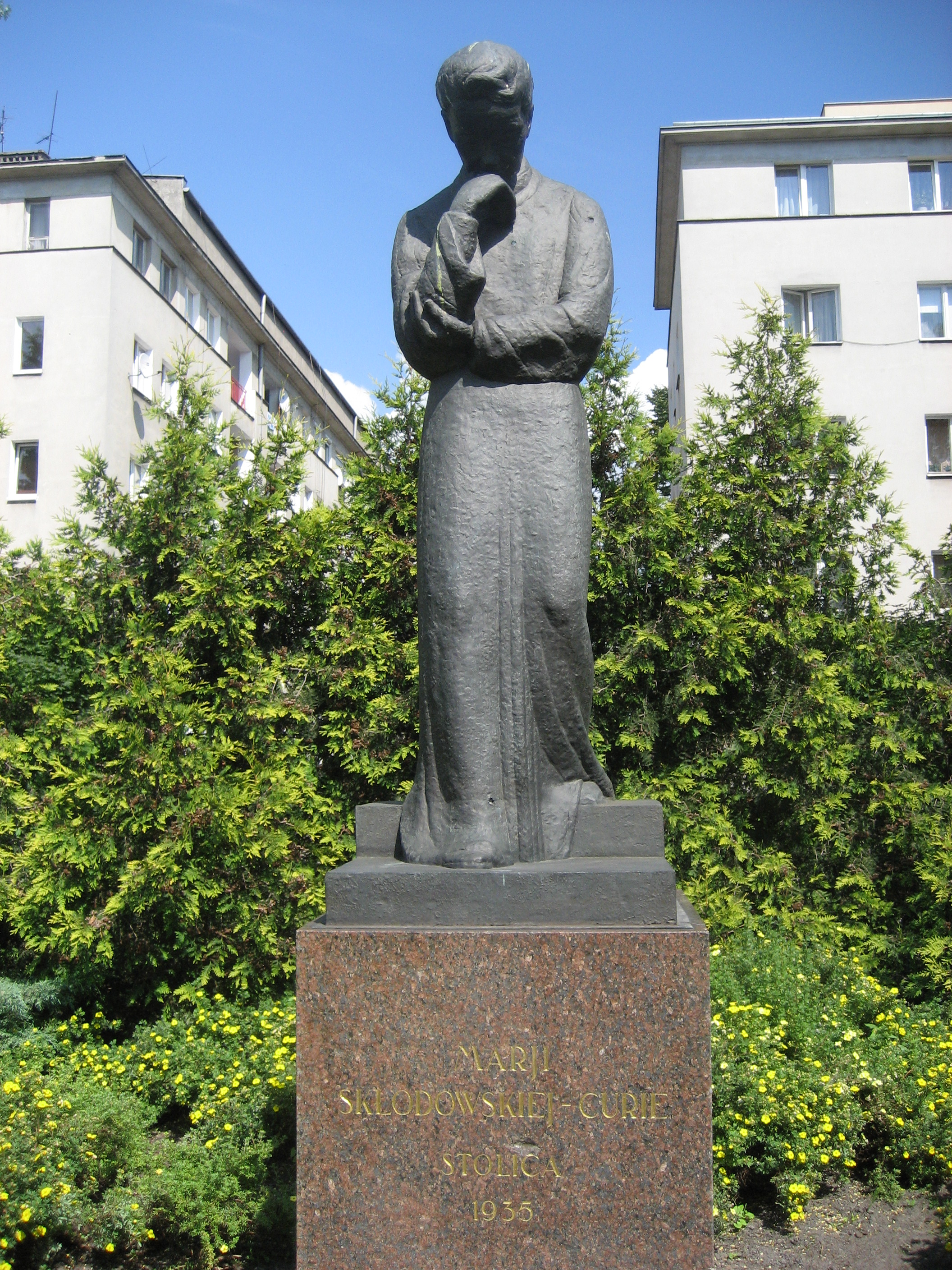
تمثال ماري كوري أمام معهد الراديوم في وارسو.

في ربيع سنة 1934 زارت مدام كوري وطنها الأم بولندا للمرة الأخيرة في حياتها؛ إذ توفيت بعد شهرين من تلك الزيارة (في 4 يوليو 1934) في مصحة سانسيلموز في باسي بإقليم سافوا العليا شرق فرنسا؛ حيث كانت تعالج من فقر الدم اللاتنسجي الناجم عن تعرضها الزائد عن الحد للعناصر المشعة، في زمن لم تكن الآثار الضارة للإشعاع المؤين قد عرفت بعد، وبالتالي لم يكن العلماء الذين يتعاملون مع تلك العناصر على دراية باحتياطات السلامة اللازمة، فلطالما حملت مدام كوري أنابيب اختبار تحوي نظائر مشعة في جيبها، ولطالما وضعتها في درج مكتبها دون أن تدرك أخطارها الجسيمة. كما تعرضت للأشعة السينية من الأجهزة غير المعزولة، أثناء خدماتها التي كانت تقدمها أثناء الحرب.
دفنت مدام كوري إلى جوار زوجها بيير في مقبرة في سو (بالفرنسية: Sceaux)‏، وفي سنة 1995، نقل رفاتهما إلى البانتيون في باريس تكريمًا لإنجازاتهما العلمية، وكانت ماري كوري أول امرأة يتم تكريمها بهذه الطريقة، بل والوحيدة حتى ذلك التاريخ. وقد حُفظ معملها في متحف سمي بمتحف كوري.
ونظراً لتأثر أوراقها التي ترجع إلى تسعينيات القرن التاسع عشر بالإشعاع، فقد اعتبرت مواد شديدة الخطورة، وحتى كتاب الطهي الخاص بها كان مشعًا بدرجة كبيرة لدرجة أنه محفوظ مع تلك الأوراق في صناديق مبطنة بالرصاص، وتستدعي مطالعة هذه الأوراق ارتداء ملابس خاصة واقية من الإشعاع. وفي عامها الأخير، كتبت كتابًا أسمته النشاط الإشعاعي، نشر عام 1935.

## أثرها

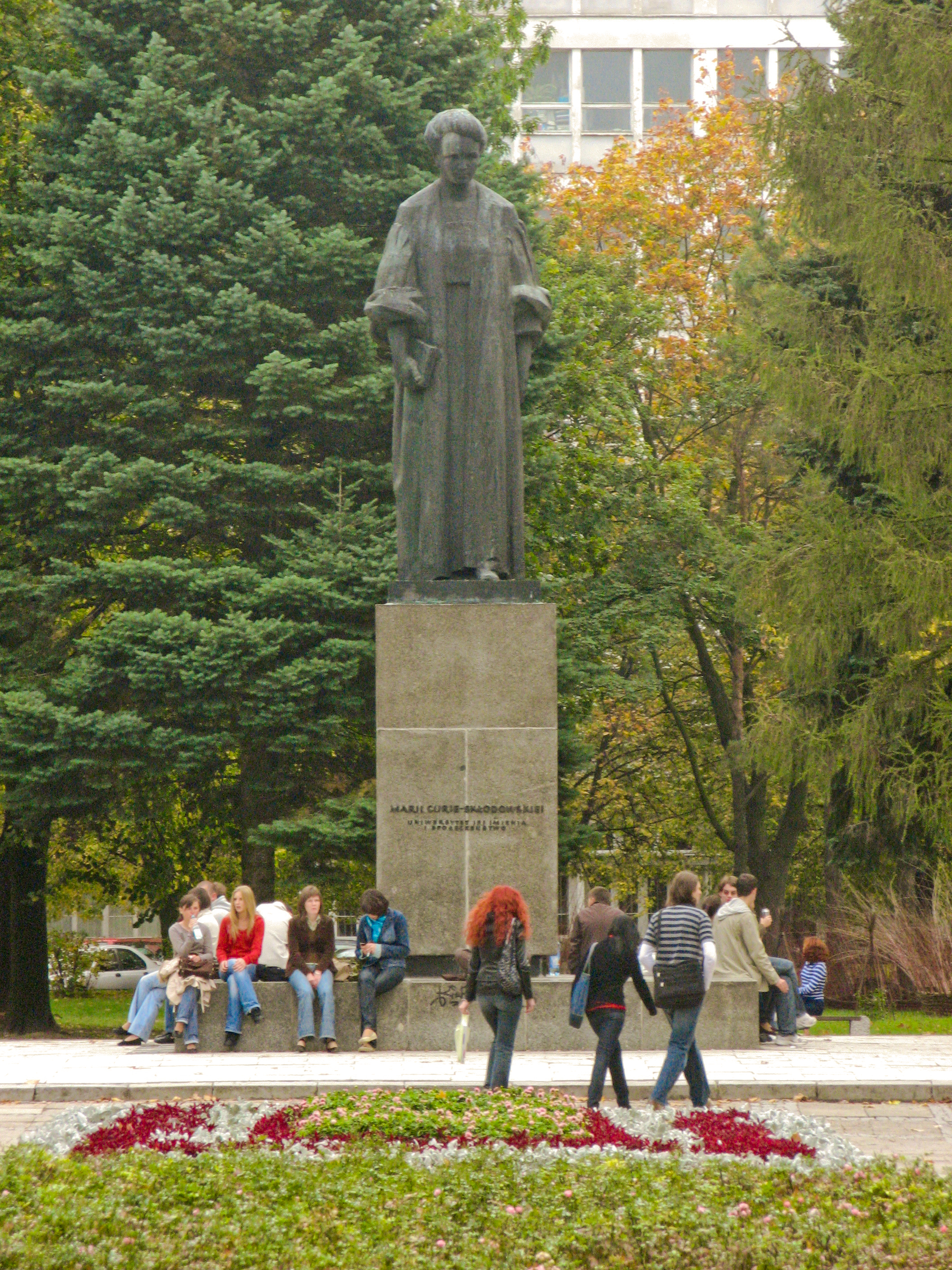
تمثال لماري في جامعة ماريا كوري-سكوودوفسكا في لوبلين، بولندا.

ساهمت أعمال ومجهودات ماري كوري المادية والاجتماعية إلى حد كبير في تشكيل صورة العالم في القرنين العشرين والحادي والعشرين. ويقول بيرس ويليامز الأستاذ في جامعة كورنيل :
كما ساهمت أفكار ماري كوري في الفيزياء والكيمياء، كان لها أيضًا تأثيرها العميق في المجال الاجتماعي. لتحقيق إنجازاتها العلمية، كان عليها أن تتغلب على الحواجز التي وضعت في طريقها لا لشيء سوى لكونها امرأة وأجنبية. أبرزت فرانسواز جيرو هذا الجانب من حياتها ومسيرتها في كتابها ماري كوري: قصة حياة، الذي أكد دور ماري كرائدة نسائية.
عرفت ماري كوري بأمانتها ونمط حياتها المعتدل. فبعد أن حصلت على منحة صغيرة عام 1893، ردت قيمتها عام 1897 في أقرب فرصة بدأت فيها كسب المال. أنفقت ماري معظم قيمة جائزة نوبل الأولى الخاصة بها على أصدقائها وطلابها وأسرتها وزملائها في البحث. في قرار غير عادي، امتنعت ماري عمدًا عن تسجيل براءة اختراع فصلها للراديوم، بحيث يمكن للأوساط العلمية إجراء البحوث دون عوائق. أصرت على وهب القيمة النقدية للهدايا والجوائز إلى المؤسسات العلمية التابعة لها. كما كانت هي وزوجها عادةً ما يرفضون الجوائز والميداليات. وقد وصفها ألبرت أينشتاين بأنها ربما كانت الشخص الوحيد الذي لم تفسده شهرته.

## التكريمات والجوائز

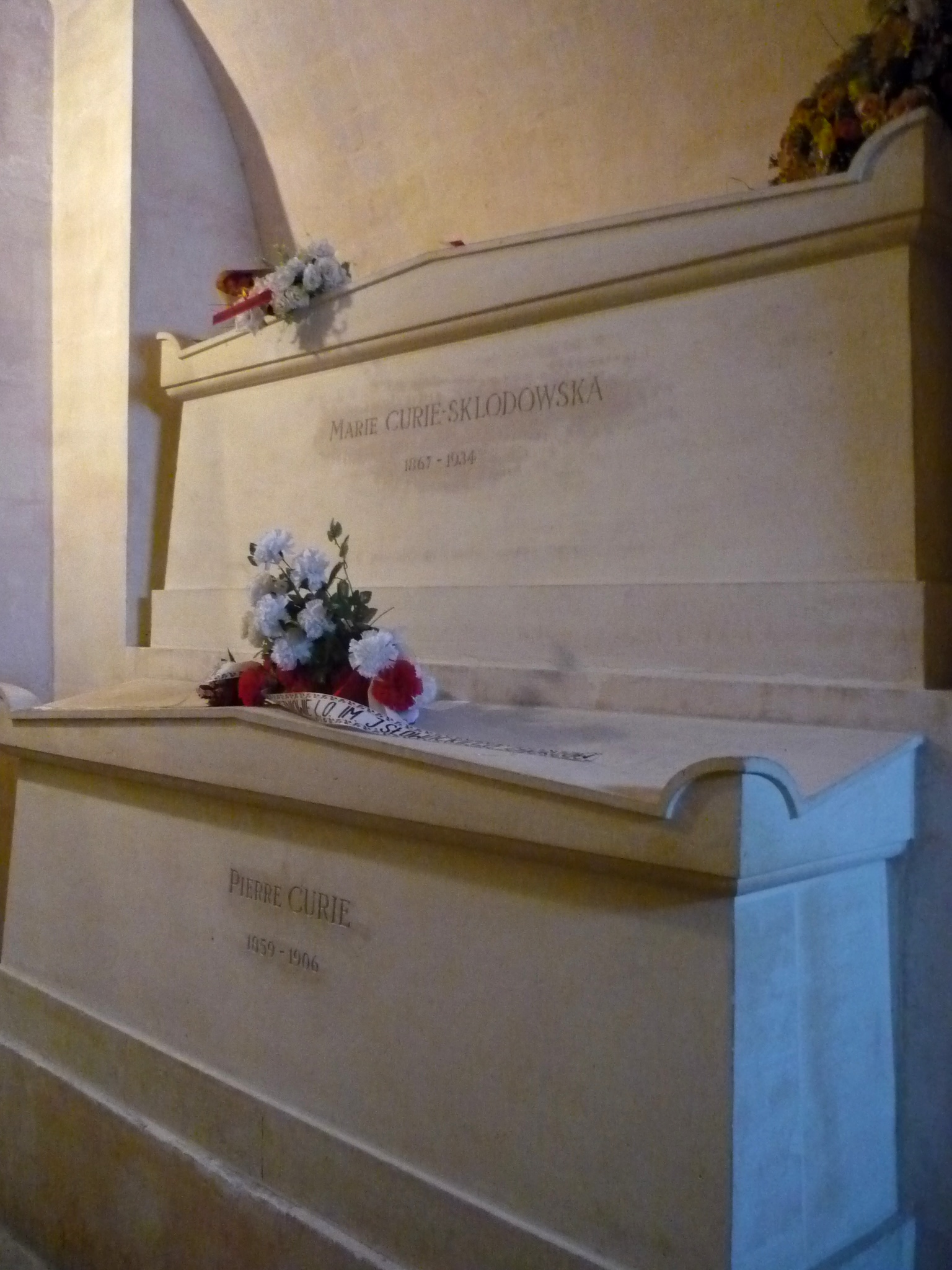
قبر بيير وماري كوري في مقبرة العظماء في باريس.

كواحدة من أشهر العلماء من النساء حتى اليوم، أصبحت ماري كوري إحدى أيقونات العلم وحظيت بشهرتها حول العالم وحتى في الثقافة الشعبية. وفي عام 2009، أجرت نيو ساينتست استطلاعًا اختيرت خلاله ماري كوري أنها «المرأة الأكثر إلهامًا في العلم». حصلت كوري على 25,1 % بنحو ضعفي ما حصلت عليه روزاليند فرانكلين (14,2 %) التي احتلت المرتبة الثانية.
أعلنت بولندا وفرنسا أن عام 2011، هو عام ماري كوري، كما أعلنته الأمم المتحدة العام الدولي للكيمياء. وفي 7 نوفمبر، احتفلت جوجل بعيد ميلادها مع شعار جوجل خاص بها. وفي 10 ديسمبر، احتفلت أكاديمية نيويورك للعلوم بالذكرى المئوية لجائزة نوبل الثانية لماري كوري.
كانت ماري كوري أول امرأة تفوز بجائزة نوبل، وأول من يحصل عليها مرتين، والمرأة الوحيدة التي حصلت عليها في مجالين، والشخص الوحيد الذي يحصل على جائزة نوبل في مجالين علميين. شملت الجوائز التي حصلت عليها:
- جائزة نوبل في الفيزياء (1903)[25]
- ميدالية دافي (1903، بالمشاركة مع زوجها بيير)[57][75]
- ميدالية ماتيوتشي (1904، بالمشاركة مع بيير)[75]
- ميدالية إليوت كريسون (1909)[76]
- جائزة نوبل في الكيمياء (1911)[22]
- ميدالية بنجامين فرانكلين من الجمعية الأمريكية للفلسفة (1921)[77]

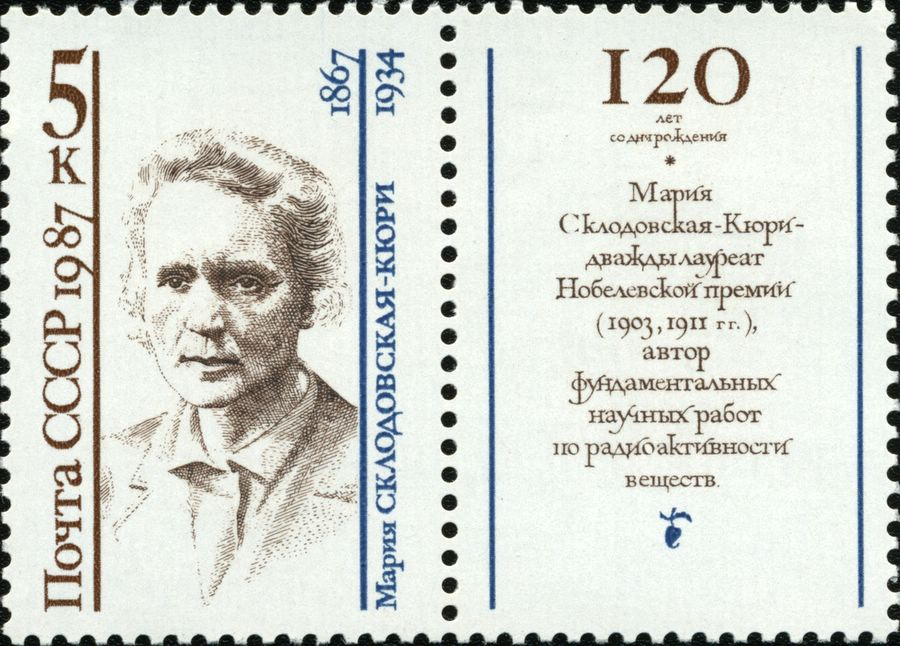
طابع بريدي سوفييتي (1987)

في عام 1995، أصبحت أول امرأة يتم دفنها تكريمًا لها في مقبرة العظماء في باريس. وقد سميت وحدة النشاط الإشعاعي بالكوري (رمزها Ci)، وذلك تكريمًا لها ولبيير (لم تحدد اللجنة التي وافقت على تسمية الوحدة بذلك الاسم، ما إذا كان الاسم نسبة لبيير أم ماري أم كليهما). كما سمي العنصر الذي عدده الذري 96 بالكوريوم. وسميت أيضًا ثلاث معادن مشعة باسم كوري: كوريت وسكوودوفسكيت وكوبروسكوودوفسكيت. وسمي أيضًا برنامج زمالات الاتحاد الأوروبي للعلماء الشباب الراغبين في العمل في بلد أجنبي برنامج إجراءات ماري كوري (بالإنجليزية: Marie Curie Actions)‏. وفي بولندا، نالت درجة الدكتوراه الفخرية من معهد لوفوف للتقنيات المتعددة (1912)، وجامعة بوزنان (1922)، وجامعة ياغيلونيا في كراكوف (1924)، ومعهد وارسو للتقنيات المتعددة (1926).
أطلق اسم ماري كوري على العديد من الأماكن حول العالم. ففي عام 2007، أطلق على إحدى محطات مترو باريس اسم محطة بيير وماري كوري تكريمًا لهما. وسمي مفاعل نووي بحثي في بولندا باسم مفاعل ماري (بالإنجليزية: reactor Maria)‏ نسبة لها. كما سميت كويكب باسم كوري 7000 تكريمًا لها.
أيضًا، حملت العديد من المؤسسات اسمها، بدءًا من معهدي كوري في وارسو وباريس. إضافة إلى جامعة ماريا كوري-سكوودوفسكا في لوبلين التي تأسست عام 1944، وجامعة بيير وماري كوري في باريس، التي أنشئت عام 1971. هناك متحفان خصصا لماري كوري، ففي عام 1967 أسس متحف ماريا سكوودوفسكا-كوري في وارسو. كما أصبح مختبرها في باريس متحف كوري، الذي فتح للجمهور منذ عام 1992.

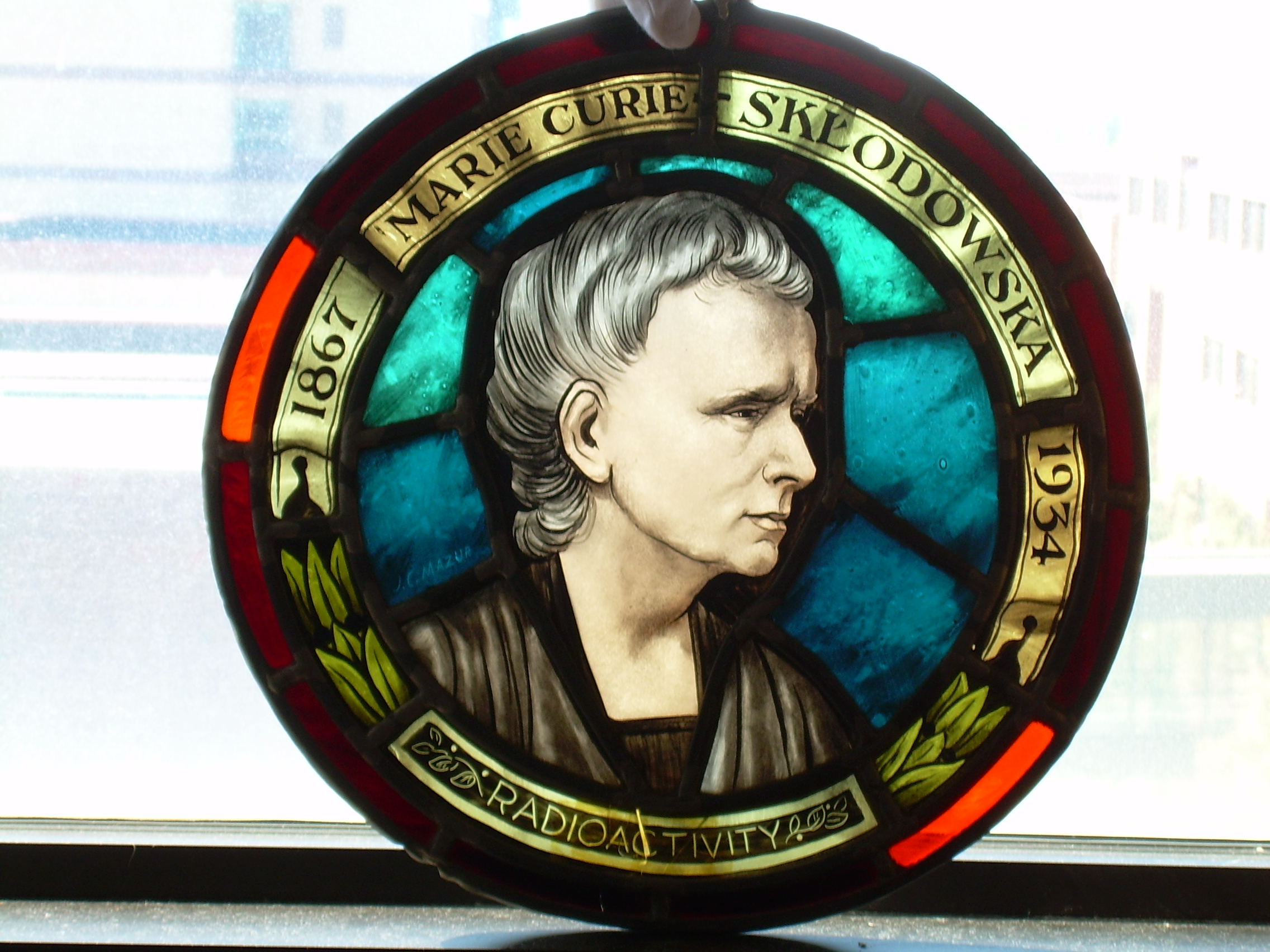
لوحة ماري كوري الزجاجية الموجودة في جامعة بافالو في نيويورك.

كانت ماري كوري محورًا للعديد من الأعمال الفنية أبرزها تمثال لها نصب عام 1935 أمام معهد الراديوم في وارسو. خلال عقد من الزمن، وخلال انتفاضة وارسو عام 1944، تعرض التمثال لأضرار نتيجة إطلاق النار. وبعد الحرب، أثناء إصلاحه، تقرر ترك علامات الرصاص على التمثال وقاعدته دون إصلاح. وفي عام 1955، صتع جوزيف مازور لوحة من الزجاج الملون لها، نصبت في الغرفة البولندية في جامعة بافالو.
من الكتب التي خلدت سيرتها «مدام كوري» (1938) الذي كتبته ابنتها إيف. وفي عام 1987، كتبت فرانسواز جيرو سيرة ذاتية بعنوان «ماري كوري: حياة». وفي عام 2005، كتبت باربارا جولدسميث «العبقرية الفريدة: العالم الخاص بماري كوري». في عام 2011، ظهر كتاب آخر عنها للورين ريدنيس بعنوان «النشاط الإشعاعي: ماري وبيير كوري، قصة حب وأحزان».
لعب غرير غارسون ووالتر بيدجون دور البطولة في الفيلم الأمريكي «مدام كوري» الذي رشح لجائزة أوسكار عام 1943، الذي كان يدور حول قصة حياتها. وفي عام 1997، صدر الفيلم الفرنسي "Les Palmes de M. Schutz" عن حياة بيير وماري كوري، المأخوذ عن مسرحية تحمل نفس الاسم، ولعبت فيه إيزابيل أوبير دور ماري كوري.
كرمت كوري أيضًا بوضع صورتها على الطوابع والعملات المعدنية في أنحاء كثيرة. فوضعت صورتها في أواخر الثمانينيات على عملة الزولتي البولندية من فئة 20,000 زلوتي، وكذلك على آخر ورقة نقدية من فئة 500 فرنك فرنسي قبل استبدال الفرنك باليورو.
وفي عام 2011، مع مئوية جائزة نوبل الثانية لماري كوري رسمت جدارية على واجهة محل ميلادها في وارسو، وهو يصور الطفلة ماريا سكوودوفسكا وهي تحمل أنبوب اختبار تخرج منه العناصر الكيميائية التي ستكتشفها عندما تكبر : البولونيوم والراديوم.

## وصلات خارجية
- ماري كوري على موقع IMDb (الإنجليزية)
- ماري كوري على موقع الموسوعة البريطانية (الإنجليزية)
- ماري كوري على موقع مونزينجر (الألمانية)
- ماري كوري على موقع ميوزك برينز (الإنجليزية)
- ماري كوري على موقع إن إن دي بي (الإنجليزية)
- ماري كوري على موقع ديسكوغز (الإنجليزية)
- ماري كوري على موقع قاعدة بيانات الفيلم (الإنجليزية)
- ماري وبيير كوري واكتشاف البولونيوم والراديوم
- ماري كوري على الموقع الرسمي الأكاديمية الروسية للعلوم